# Laak (stadsdeel)
Laak è uno stadsdeel della città di L'Aia, nei Paesi Bassi. Con i suoi 4,5 km2 è il più piccolo stadsdeel della città. Nel quartiere di Binckhorst ha sede la Corte penale internazionale.

## Quartieri dello stadsdeel di Laak
I quartieri dello stadsdeel di Laak sono 2:
- Laakkwartier
- Binckhorst